# Post-tensionamento
Il post-tensionamento è una tecnologia che consiste nel sostituire la classica armatura del calcestruzzo, quindi le reti elettrosaldate e le fibre metalliche o polimeriche, con cavi monotrefolo di tipo non aderente (unbonded) ingrassati ed inguainati, annegati nel calcestruzzo e in seguito post-tesi con martinetti idraulici, che impongono uno stato di forza indotta opposta alle deformazioni che si sviluppano durante l'esercizio della struttura.